# San Sebastiano nelle arti

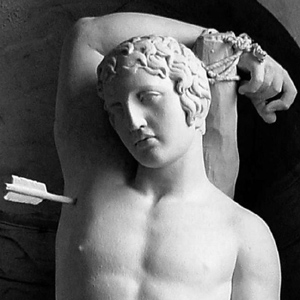
Statua di San Sebastiano, particolare. Chiesa di Fresnay-en-Retz in Francia.

La storia di san Sebastiano nelle arti (visive e non) è una tra le più lunghe e ricche, forse può essere considerato uno dei santi più rappresentati della Chiesa cattolica.
Riconoscibile a colpo d'occhio, per via dell'iconografia che lo riguarda, costituita dalle frecce che gli penetrano il corpo, questa immagine è venuta a subire nel corso del tempo una quantomai notevole evoluzione; passando dall'originaria figura di uomo barbuto di mezza età che indossa l'armatura a quella di adolescente muscoloso con un corpo intatto seminudo ed inerme, fino a trasfigurarsi in una vera e propria icona gay.
Nelle rappresentazioni del primo millennio lo si vede indossare la clamide militare come si conveniva alla sua professione di soldato, e sempre senza barba: un guerriero armato di scudo e spada. Durante l'epoca dell'arte gotica appare con un'armatura di maglie metalliche alla moda del tempo, ma presto anche con un ricco abito da nobile romano e di solito con la barba. Da allora in poi si è cominciato inoltre a rappresentarlo nudo al momento di essere colpito dalle frecce; soprattutto i gotici olandesi e tedeschi lo raffigurano ricoperto di ferite e col corpo magro ben evidenziato. Il primo attributo personale di riconoscimento è la corona di fiori in mano; a partire dall'alto Medioevo una freccia e un arco tra le mani.
Dal tardo XV secolo gli artisti hanno scelto sempre più spesso di presentare la figura del santo come un giovinetto denudato, ancora completamente imberbe, con le mani strettamente legate al tronco di un albero o alla cima di una colonna mentre offre del tutto indifeso il petto alle frecce del carnefice.

## Evoluzione dell'immagine nelle arti

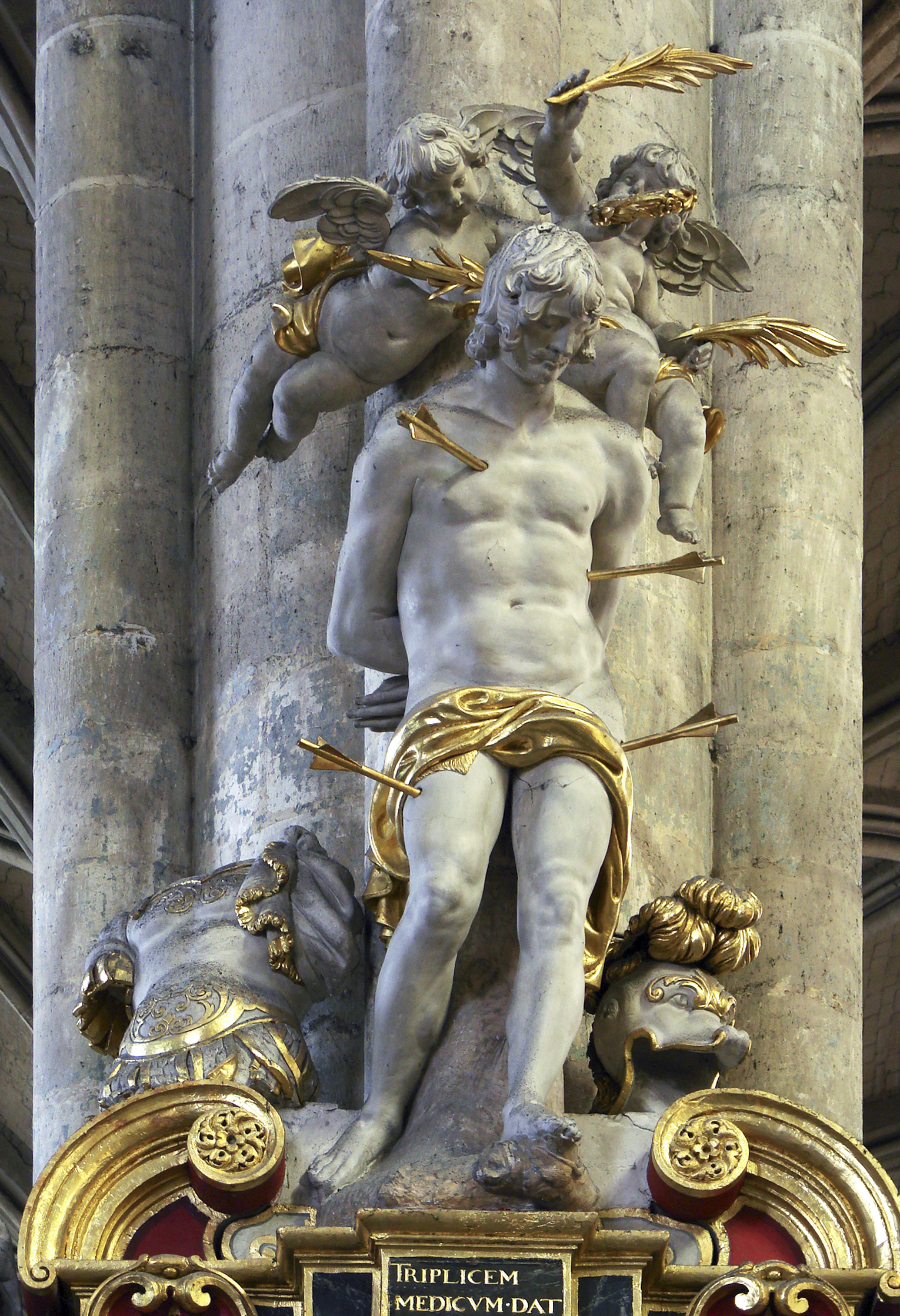
Statua di San Sebastiano presente nella cappella della Cattedrale di Amiens (1634), di Nicolas Blasset.

### Origini
Il ritratto più antico conosciuto del santo nelle arti visive è quello che si trova in un mosaico situato all'interno della Basilica di Sant'Apollinare Nuovo a Ravenna, datato tra il 527 e il 565; la parete laterale destra della basilica contiene una serie di grandi mosaici che raffigurano una lunga processione di ventisei santi martirizzati, guidati da San Martino.
Tra di essi è compreso anche Sebastiano, senza alcuna traccia di arco e frecce a ricordare la sofferenza a cui è sopravvissuto ma bensì con l'aureola e una corona di alloro tra le mani simboleggiante la vittoria attraverso il martirio. Qui i martiri sono rappresentati nel classico stile bizantino, quindi quasi privi d'individualità e tutti con la stessa identica espressione.
Un'altra sua rappresentazione precoce si può trovare in un altro mosaico, questa volta posizionato nella Basilica di San Pietro in Vincoli a Roma e probabilmente realizzato nell'anno 682: esso mostra un uomo adulto con la barba lunga e in abito di corte, senza alcuna traccia di frecce che lo trapassano nella carne.

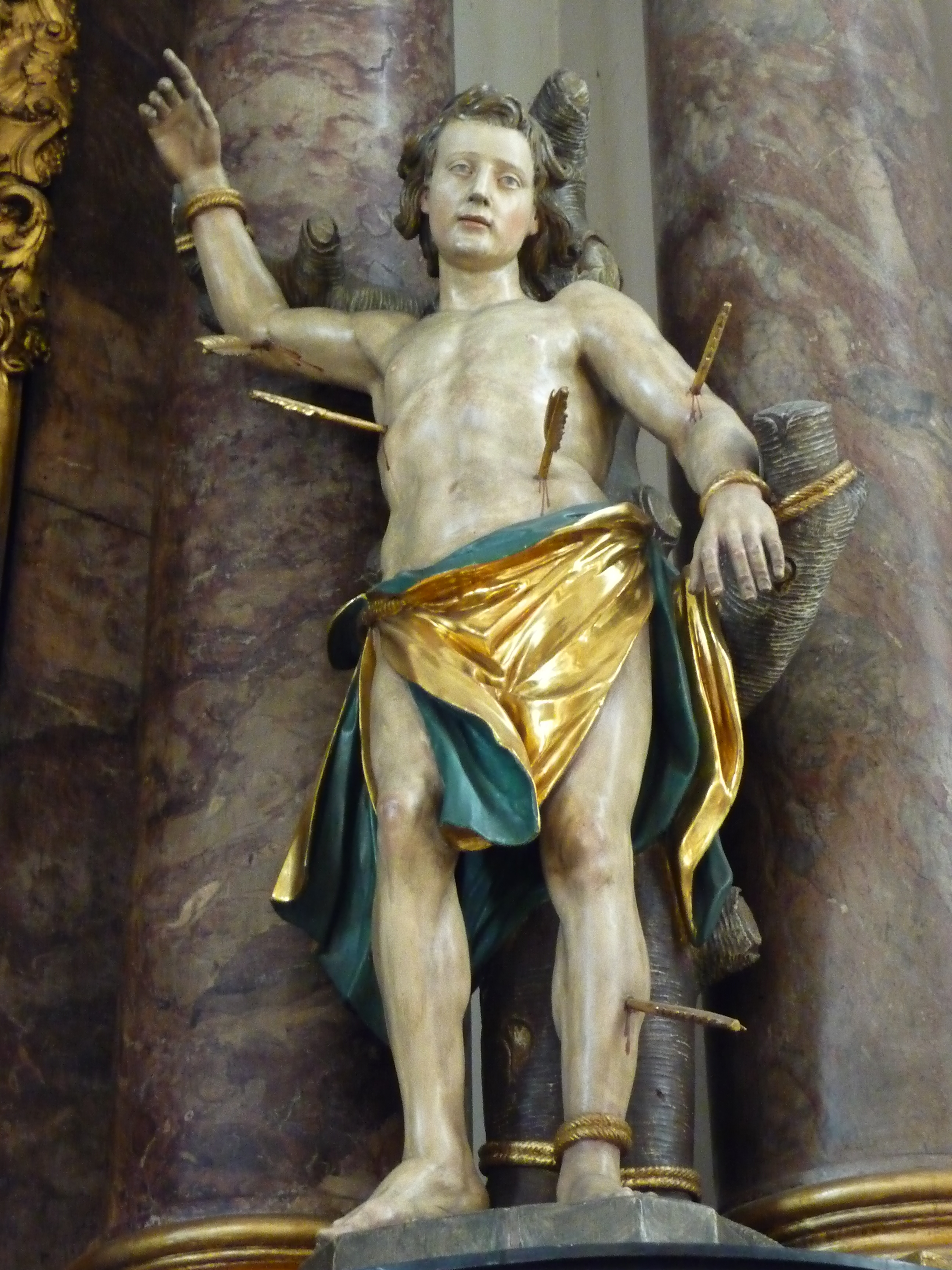
Statua nella chiesa di Manheim.

### Alto Medioevo
Gli arcieri e le frecce che lo colpiscono cominciano ad apparire solo intorno all'XI secolo, poco dopo l'anno Mille, e solo da allora in poi esse sono state indicate come esser la causa di gran lunga più probabile di martirio e/o morte; da quel momento la percezione popolare si è fissata definitivamente nel vedere Sebastiano come un giovane uomo legato ad una colonna e trafitto da una scarica di dardi appuntiti.
Come protettore delle potenziali vittime della peste (connessione popolare questa derivante dalla Legenda Aurea) e intercessore dei militari, Sebastiano ha occupato un posto importante nel culto durante tutto l'alto Medioevo. Fu tra i santi più frequentemente raffigurati dagli artisti, prima da quelli appartenenti al tardo periodo gotico (soprattutto nel periodo successivo al passaggio della Morte Nera del 1348) e poi - con un'esplosione di rinnovato interesse - da quelli del Rinascimento.
In un momento in cui la popolazione credeva che la peste e le altre malattie contagiose si diffondessero attraverso l'aria alla velocità i frecce letali, la connessione con Sebastiano non risulta essere sorprendente. Come dimostra l'iscrizione apposta sull'affresco di Benozzo Gozzoli, "Sancte Sebastiane Intercede Pro Devoto Populo Tuo" (San Sebastiano interceda per i vostri devoti) il martire appare innanzi tutto quale intercessore tra Dio e gli uomini durante le epidemie, annoverato quindi come salvatore da questo tipo di morte.

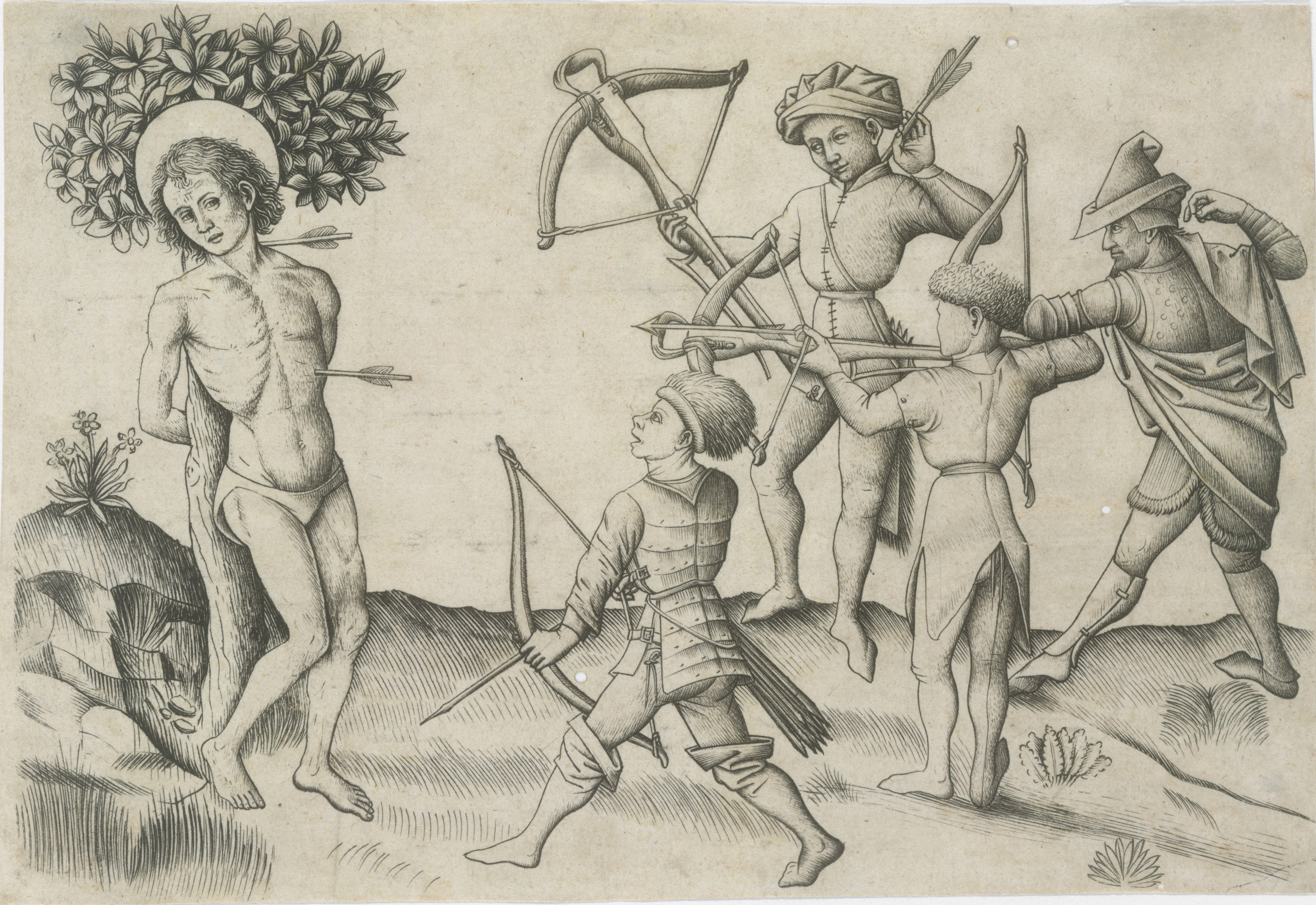
"Martirio di San Sebastiano" (1430), incisione del "Maestro delle carte da gioco".

L'occasione e l'opportunità di poter mostrare un uomo seminudo, spesso in una posa contorta, ne ha fatto viepiù uno dei soggetti preferiti dell'arte sacra di quel periodo. La sua morte, colpito dalle frecce, è stata oggetto tra l'altro di un'incisione del 1430 attribuita al "Maestro delle carte da gioco", un autore tedesco (o più probabilmente svizzero) rimasto anonimo. Epoca questa in cui vi erano davvero molti pochi altri soggetti ricorrenti, oltre a Cristo, in cui si potesse presentare il nudo maschile.

### Nel Rinascimento

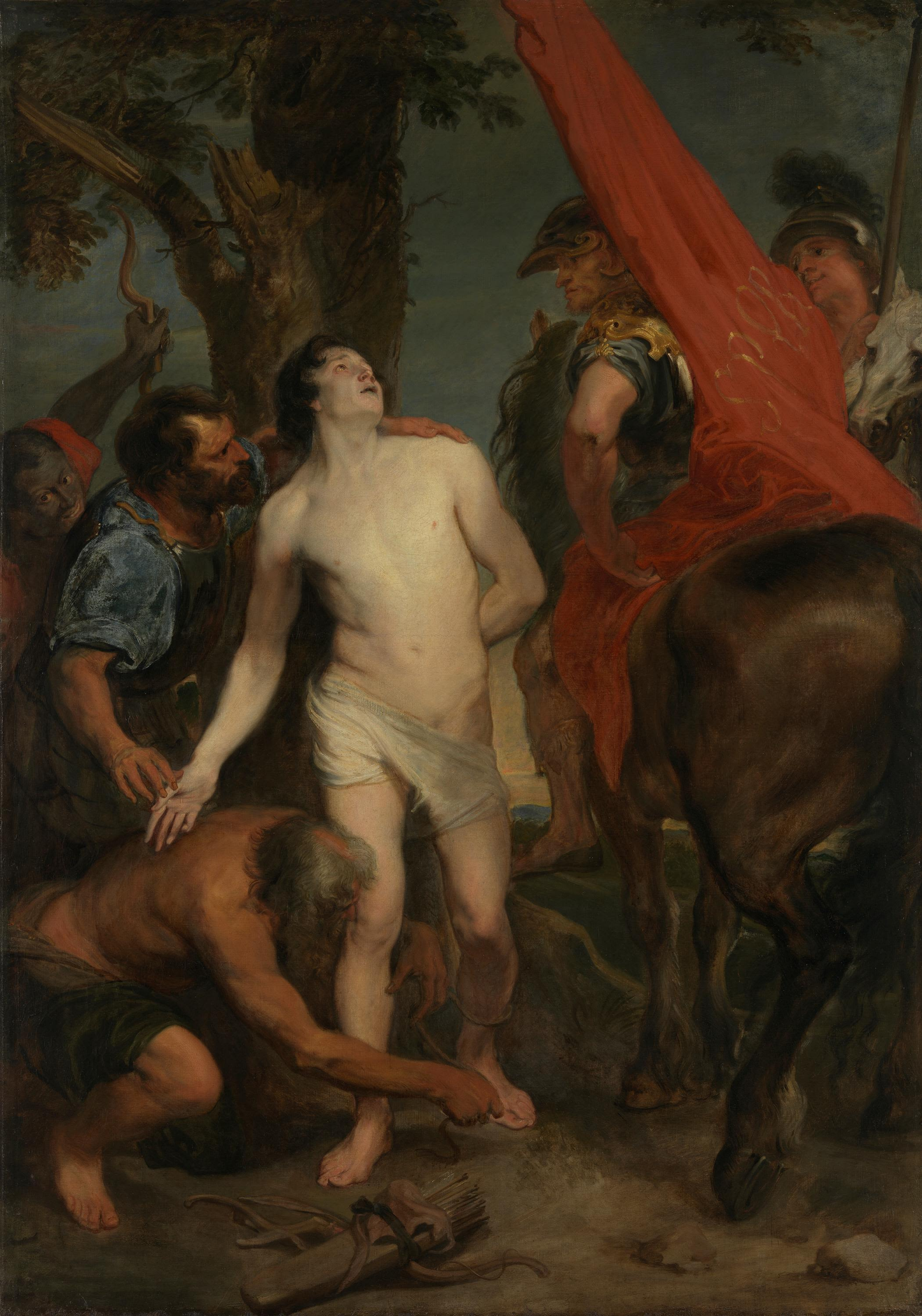
"Martirio di san Sebastiano" (1619-20) di Antoon Van Dyck.

Sebastiano appare in un'ampia serie di stampe e dipinti, fatto questo causato dalla sempre maggior popolarità tra i fedeli; ma la stessa frequente rappresentazione artistica è stata causa a sua volta di più ampia fama in mezzo alla massa dei credenti.
Tra gli artisti che hanno dipinto nel corso dei secoli a venire San Sebastiano col petto forato ci sono: Sandro Botticelli, Domenichino e Perugino, Tiziano Vecellio, Piero del Pollaiolo, Vittore Carpaccio e Amico Aspertini, Giovanni Cariani, Giovanni Bellini e Guido Reni (preso da un'autentica smania ossessiva, ha dipinto il soggetto - in maniera sempre differente - per ben otto volte), Andrea Mantegna (in tre versioni), e poi ancora Hans Memling e Matthias Grünewald, Gerrit van Honthorst, Luca Signorelli, El Greco, Honoré Daumier, John Singer Sargent e Louise Bourgeois. Anche una delle opere giovanili di Gianlorenzo Bernini è dedicata al santo martirizzato dai dardi appuntiti.
A partire dal Rinascimento la sua figura evolve considerevolmente cominciando a subire un sempre più deciso spostamento in direzione di un ringiovanimento ed abbellimento estetico, fino al punto da farlo diventare un efebo appena adolescente il quale subisce passivamente e con uno sguardo virgineo la sofferenza che gli viene inflitta. Ed è proprio una tale interpretazione che acquisterà velocemente sempre più il favore degli artisti, quella cioè di un giovane attraente che indossa soltanto un perizoma il quale gli copre appena il pube e col petto costellato di frecce.

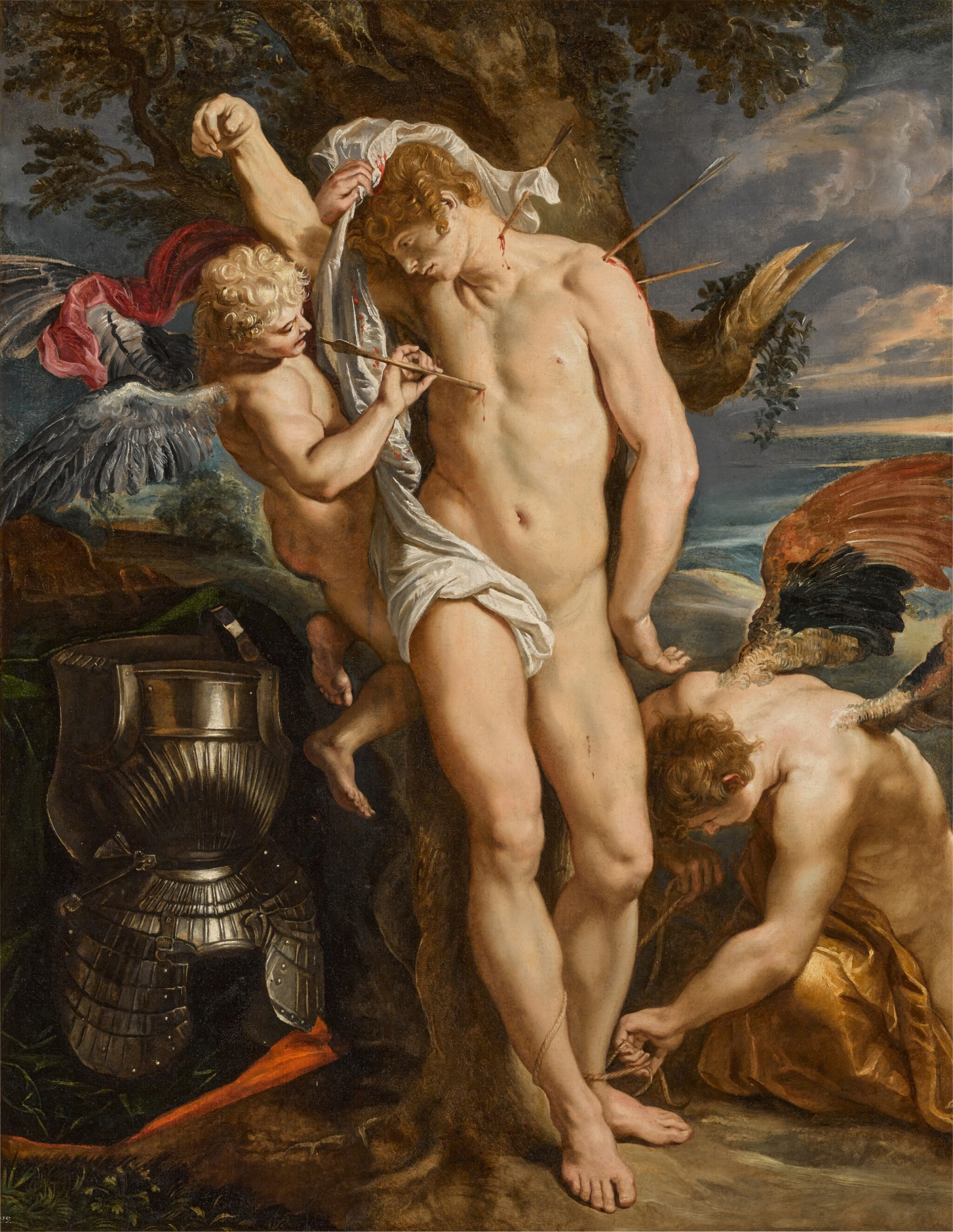
"San Sebastiano salvato dagli angeli" (1604) di Peter Paul Rubens.

Normalmente raffigurato come un bel giovanotto, gli artisti scelgono in questo periodo di mostrare il giovane martire sotto tratti quasi da effeminato e col corpo scolpito dolcemente. Per molti critici d'arte i quali leggono in senso omoerotico la maggior parte dei Sebastiani cinque-seicenteschi, le frecce irte sul suo corpo sono un chiaro simbolismo fallico oltre che allusione ad un ideale di sadomasochismo estetico, piuttosto che come semplici strumenti d'arme.
Per quanto riguarda il panno che ricopre i genitali in posa precaria, sarebbe stato utilizzato talvolta per suggerire all'osservatore, più che per nascondere, la presenza d'un pene correttamente proporzionato.
Ora, secondo la storica dell'arte Janet Cox-Rearick la lettura omoerotica della figura di Sebastiano è già comune in questo periodo; per lei vi è anche, proprio a cavallo tra il XVI-XVII secolo una tradizione letteraria che lega il martire all'omosessualità, come suggerito dal suo utilizzo da parte di William Shakespeare in La dodicesima notte e ne I due gentiluomini di Verona.
Non v'è quindi da stupirsi oltremodo che lo storico dell'arte Louis Réau nel 1958 concluda dicendo: "[dal XV secolo] il ne reste plus [a san Sebastiano] que le patronage compromettant et inavouable des sodomites ou homosexuels, séduits par sa nudité d' éphèbe apollinien, glorifié par Le Sodoma". Il cerchio si chiude, la connessione tra i sodomiti, sedotti dalla nudità e dall'apollinea bellezza (quasi mitica) dell'efebo, ed il santo-martire che viene glorificato da un artista non a caso soprannominato Il Sodoma, è compiuta.

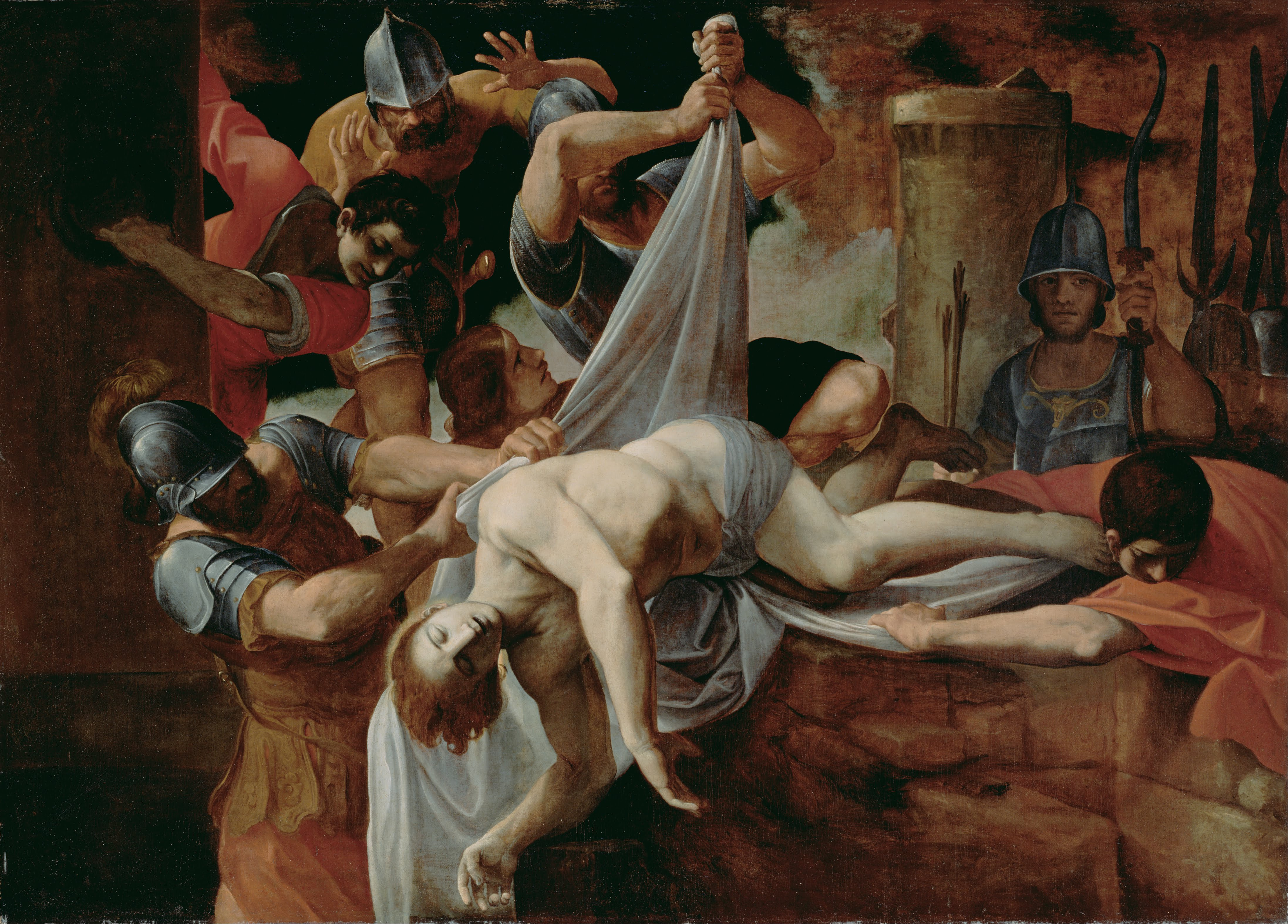
Il corpo esanime di Sebastiano gettato nella Cloaca Massima (1612), di Lodovico Carracci.

In alcuni casi si preferisce mostrarlo al momento dell'arresto o durante il confronto subito con l'imperatore romano che ne ha ordinato la cattura, a volte con una versione alternativa del momento della morte che in certi casi avviene per decapitazione. Questo potrebbe essere stato un tentativo deliberato da parte della Chiesa d'allontanarsi dal soggetto singolo veduto nudo, se è vero quanto ne dice Giorgio Vasari. In merito al pittore Fra Bartolomeo già nel '400 la testimonianza delle Le vite de' più eccellenti pittori, scultori e architettori registra il fatto che guardare questo giovane uomo seminudo sofferente tra i tormenti dell'agonia poteva in certi casi suscitare pensieri inadeguati tra i fedeli di sesso femminile.
Tra il 1464-70 è databile il Trittico di San Sebastiano di Giovanni Bellini in collaborazione con altri pittori.

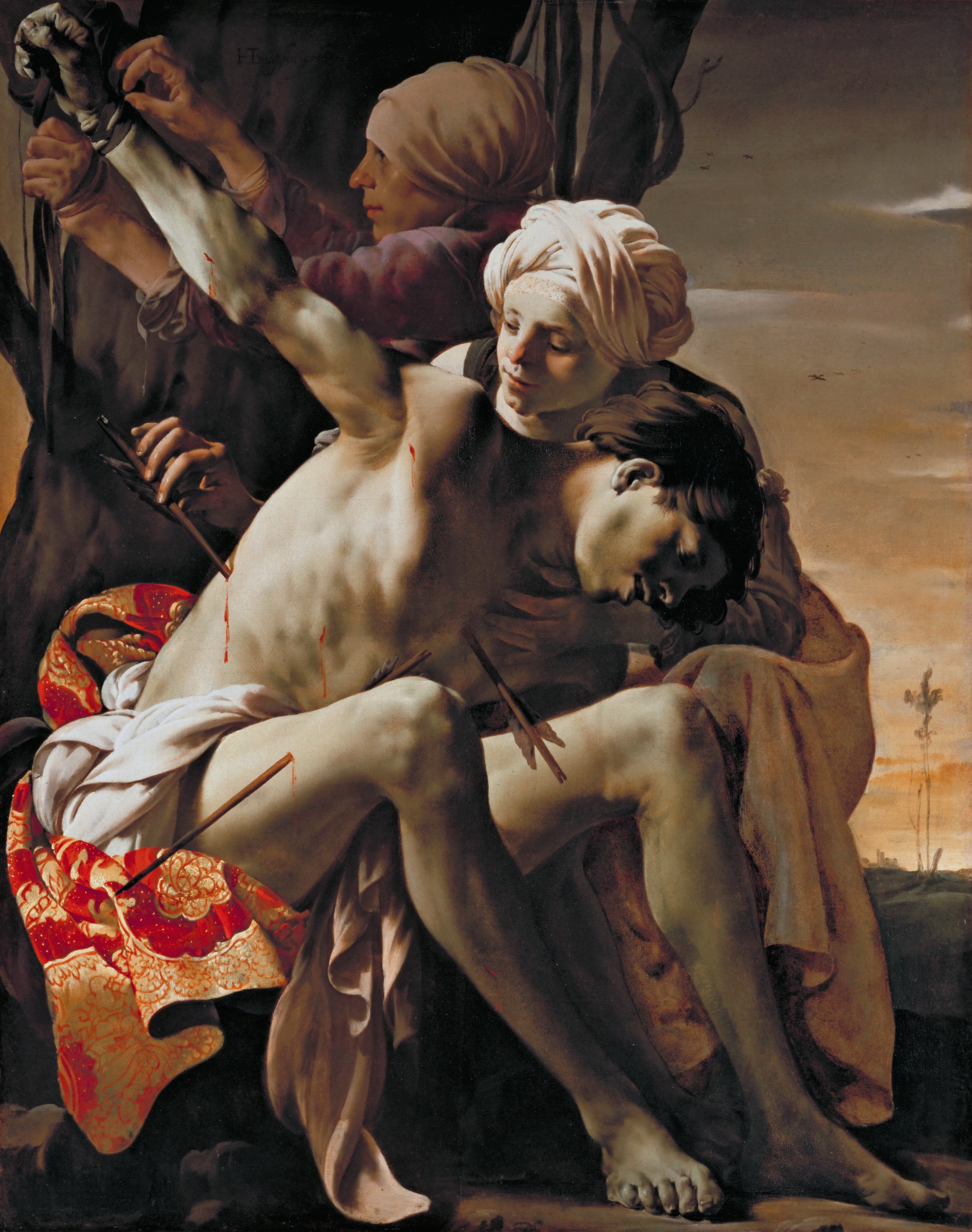
Sebastiano curato da Irene e dalla cameriera (1625), di Hendrick ter Brugghen.

Del 1473 è il San Sebastiano di Sandro Botticelli. Dello stesso anno all'incirca è il Battesimo di Cristo e Madonna col Bambino in trono tra i santi Sebastiano e Giuliano di Domenico Ghirlandaio.
Del 1475 è il Martirio di san Sebastiano di Piero del Pollaiolo.
Del 1478 è San Sebastiano tra i santi Rocco e Pietro di Pietro Perugino. Dello stesso anno all'incirca è anche il San Sebastiano di Antonello da Messina.
Degli anni attorno al 1470-80 è il San Sebastiano DI Francesco Botticini.
Del 1489 è il San Sebastiano di Vincenzo Foppa.
Del 1490 è il San Sebastiano di Lorenzo Costa.
Del 1491 è la Madonna col Bambino in trono tra i santi Francesco e Sebastiano di Carlo Crivelli.
Del 1493 è la Madonna col Bambino in trono tra i santi Giovanni Battista e Sebastiano di Pietro Perugino.
Del 1498 è il Martirio di san Sebastiano di Luca Signorelli.
Del 1501 è il San Sebastiano di Raffaello Sanzio. Nel 1516 è una versione di Hans Holbein; vi è inoltre una statua di Claude Dejoux.
Attorno al 1500 si situa il San Sebastiano di Cima da Conegliano.
Del primo decennio del '500 è il Martirio di san Sebastiano di Girolamo Genga.
Del 1505 è il Martirio di san Sebastiano di Pietro Perugino.
Del 1518 è la Madonna col Bambino tra i santi Rocco e Sebastiano di Lorenzo Lotto.
Una delle versioni più celebri del periodo è quella datane dal pittore italiano "Giovanni Antonio Bazzi" detto Il Sodoma nel 1523 e conservata a Palazzo Pitti a Firenze.
Del 1524 è la Madonna di San Sebastiano del Correggio (pittore), seguito tre anni più tardi dal Matrimonio mistico di santa Caterina d'Alessandria alla presenza di san Sebastiano.
Del 1525 è la Madonna col Bambino in gloria con i santi Rocco, Martino e Sebastiano de Il Moretto, mentre di tre anni dopo è la Madonna col Bambino con i santi Rocco e Sebastiano .

### XVII secolo

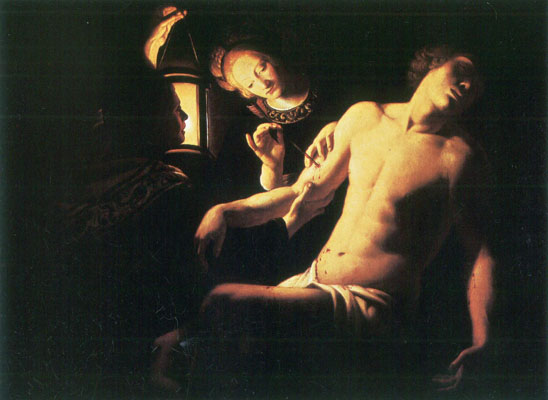
Irene cura le ferite di Sebastiano (XVII secolo). Una delle quattro versioni di Trophime Bigot.

Sebastiano si trova come detto in scene parziali appartenenti ad una predella già a partire dal XV secolo, ma rimane uno dei soggetti principali anche per tutto il '600, con un ritorno parziale ad un'immagine più classica e meno ambigua. Georges de La Tour mostra un san Sebastiano completamente vestito curato dalla pia Irene, la moglie devota di San Castulo, subito dopo il calvario cui è sopravvissuto; poi Trophime Bigot (che lo dipinge per quattro volte), Jusepe de Ribera e Hendrick ter Brugghen sono solo alcuni dei pittori che hanno voluto dare una propria interpretazione visiva al tema divenuto oramai un autentico classico.

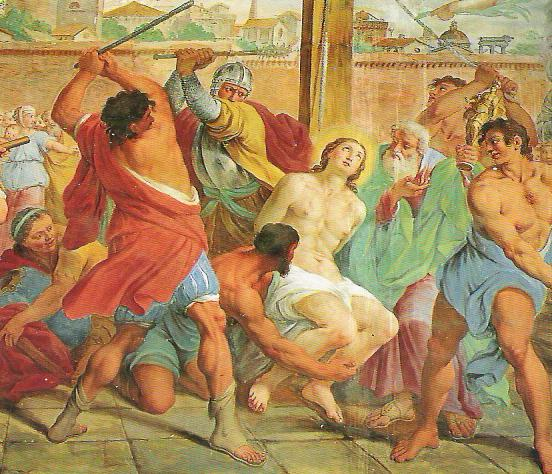
"Martirio di San Sebastiano" (1732) ucciso a bastonate, di Pietro Paolo Vasta.

Gli artisti appartenenti alla corrente del Barocco solitamente trattano la scena come soffusa in un chiaroscuro notturno, illuminato da un'unica candela, una torcia o una lanterna, in perfetto stile ala moda nella seconda metà del XVII secolo. Esistono diversi cicli raffiguranti la vita di San Sebastiano, tra questi vi sono gli affreschi della Basilica collegiata di San Sebastiano di Acireale in Sicilia con dipinti di Pietro Paolo Vasta.
Datato 1577-8, il Martirio di san Sebastiano di El Greco è una delle opere più realistiche di questo pittore e, tra gli altri, lo scultore Alonso Berruguete ha voluto immortalarlo.
Del 1625 è l'ennesimo San Sebastiano di Guido Reni.
Del 1647 è il San Sebastiano di Mattia Preti.

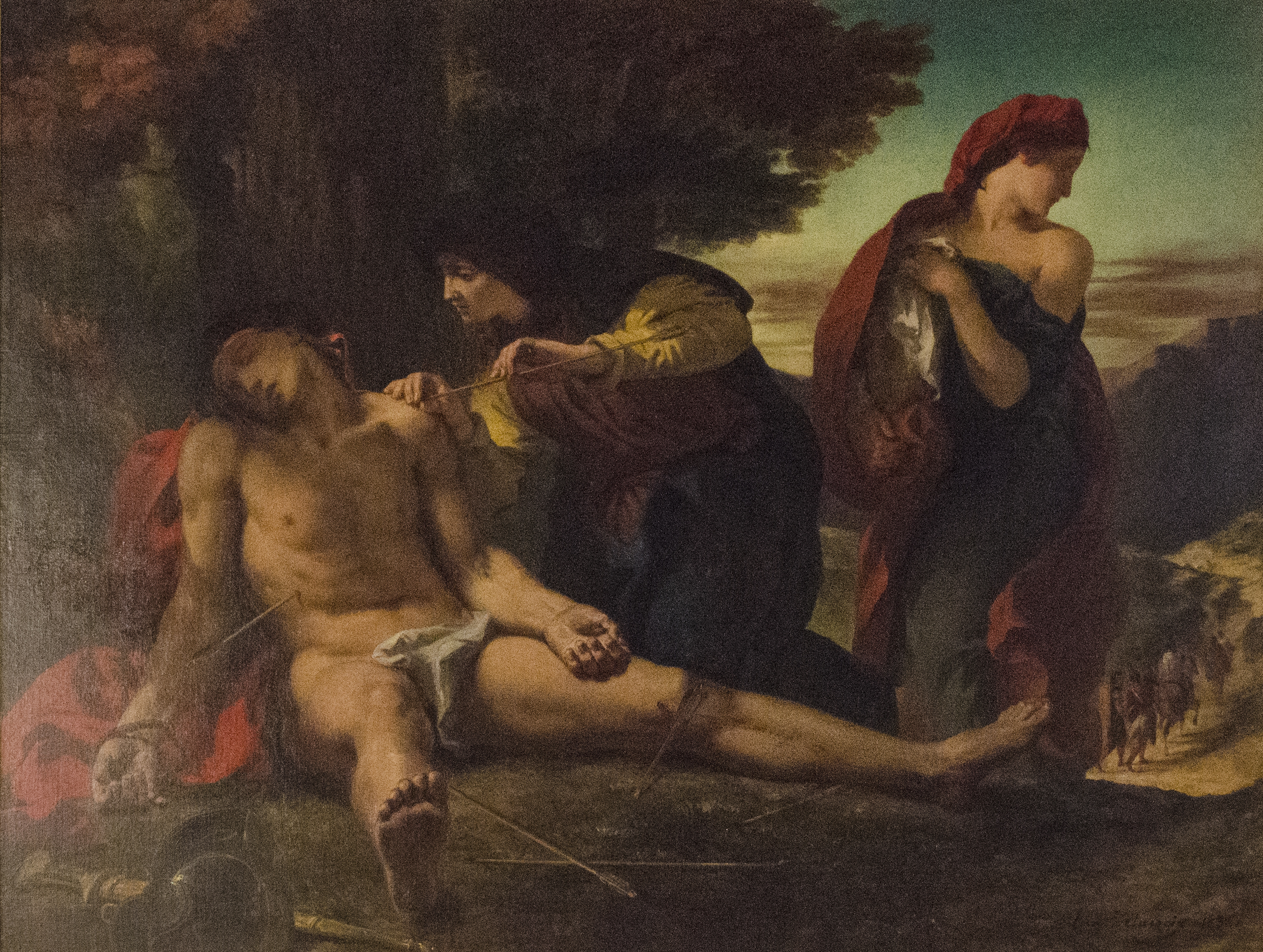
San Sebastiano curato dalle pie donne (1836) di Eugène Delacroix.

### XIX-XX secolo
Dopo Eugène Delacroix l'artista austriaco Egon Schiele, appartenente alla corrente dell'Espressionismo, dipinge nel 1915 un autoritratto come San Sebastiano.
Nel corso della sua carriera anche Salvador Dalí, soprattutto durante il periodo di stretto rapporto col poeta omosessuale Federico García Lorca (e proprio dal pittore ribattezzato col nomignolo di Sebastiano redivivo) ha più volte dipinto la figura del santo.

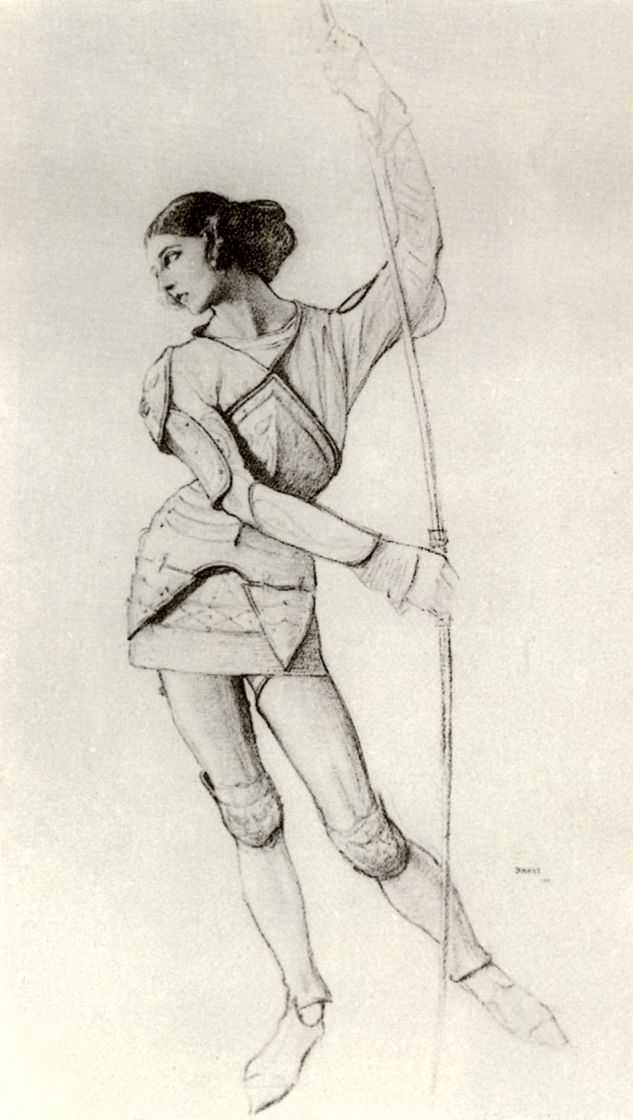
Costume della danzatrice Ida Rubinštejn nella sua interpretazione di Sebastiano in Le martyre de Saint Sébastien. Disegno di Léon Bakst.

Nel 2007 Damien Hirst ha presentato una raffigurazione del santo-martire all'interno della sua serie intitolata "Storia naturale": una mucca in formaldeide, rilegata con un cavo metallico e trapassata dalle frecce.

## Teatro e musica
Nel 1911 intanto lo scrittore, poeta e drammaturgo italiano Gabriele D'Annunzio, in collaborazione con Claude Debussy, ha scritto un'opera teatrale sull'argomento, il melodramma Le martyre de Saint Sébastien; ed il ruolo principale del santo viene fatto ricoprire non a caso da una donna, la ballerina ebrea-russa Ida Rubinštejn. Qui Sebastiano, capo degli arcieri, diventa niente meno che l'amante omosessuale di Diocleziano.
Il compositore italo-americano Gian Carlo Menotti ha composto una partitura sul tema, per una produzione dei Balletti russi
La band indie pop britannica Alt-j il videoclip del loro singolo Hunger of the Pine (2014) contiene vari riferimenti alla storia della morte di Sebastiano

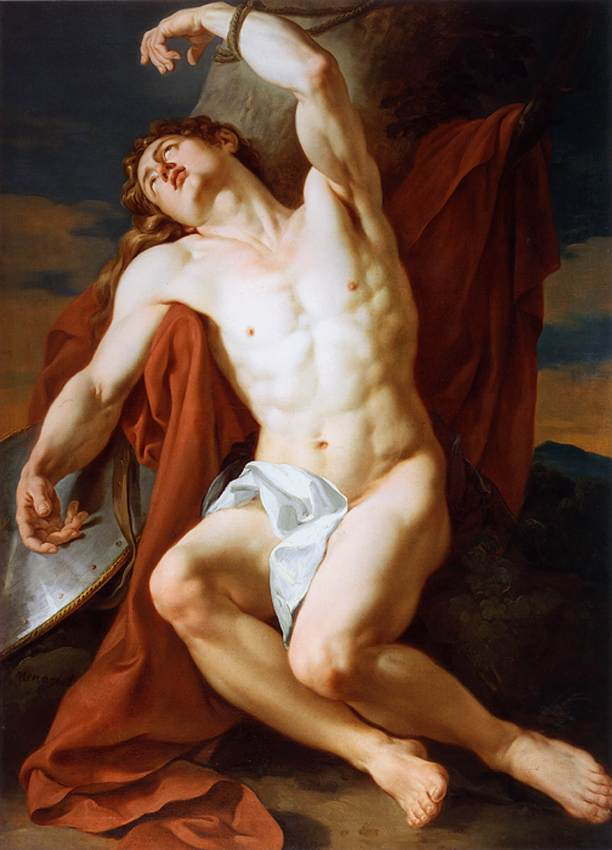
"Il martirio di san Sebastiano" (1804) di François-Guillaume Ménageot.

## Letteratura
Da William Shakespeare a Thomas Mann  a Vladimir Nabokov, molti autori hanno dato a qualcuno dei loro personaggi principali il nome "Sebastiano", o hanno fatto diretti riferimenti alla figura del santo.
Ma è a partire dalla seconda metà del XIX secolo che la figura di Sebastiano comincia sempre più ad imporsi nella letteratura gay, divenendo ben presto uno dei principali temi LGBT nella letteratura, oltre che modello esistenziale: scrittori ed autori omosessuali come Walter Pater, Oscar Wilde (negli ultimi anni di vita assunse lo pseudonimo di "Sebastian Melmoth"), John Addington Symonds, Marcel Proust, Frederick Rolfe e John Gray sembrano adottare il carattere del martire, che si trasforma sotto la loro penna in rappresentazione del "paria sociale" che essi rappresentano con la loro stessa esistenza.
La pubblicazione di "Two Sonnets, for a Picture of Saint Sebastian the Martyr by Guido Reni" nel 1891 da parte di Rolfe ed improntati ad un esplicito omoerotismo ha scatenato uno scandalo nella società dell'era vittoriana.
Nel suo romanzo La morte a Venezia l'autore tedesco Thomas Mann saluta la figura di Sebastiano quale esemplare emblema di suprema "bellezza apollinea" nella sua eterna giovinezza, l'arte cioè delle forme differenziate; la bellezza come misurata dalla disciplina, proporzione e distinzione più luminosa. Questa allusione alla sofferenza di San Sebastiano, associata con la professionalità del protagonista del romanzo, Gustav Aschenbach è difatti uno scrittore infatuato di un bellissimo ragazzo, fornisce un modello per il cosiddetto "eroismo che nasce dalla debolezza" il quale caratterizza l'equilibrio tra il tormento agonizzante e l'accettazione serena del proprio destino, oltre alla semplice pazienza e passività come un risultato stilizzato di trionfo artistico.
Il martire svolge un ruolo importante anche nella vita e nell'opera del poeta Federico García Lorca..
In Sovvertimento dei sensi (1928) di Stefan Zweig si fa riferimento all'omosessualità del professore protagonista della novella proprio attraverso una rappresentazione del santo.
In Confessioni di una maschera (1949) di Yukio Mishima è uno dei quadri di Sebastiano dipinti da Guido Reni a risvegliare nel personaggio adolescente il desiderio omo-sessuale attraverso l'atto della masturbazione. Anche l'autore bisessuale giapponese pare essere rimasto ossessionato dal santo, tanto da farsi fotografare a metà degli anni '60 più volte nella scena del martirio
Più tardi lo ritroviamo nel drammaturgo statunitense Tennessee Williams, che pubblica una poesia intitolata "San Sebastiano di Sodoma"(1958), in cui il martire è presentato come il giovane amante dell'imperatore romano del III secolo Diocleziano, riprendendo così l'idea dannunziana.. Successivamente lo stesso Williams sceglie per il proprio "eroe gay" nel dramma Improvvisamente l'estate scorsa il nome di Sebastiano

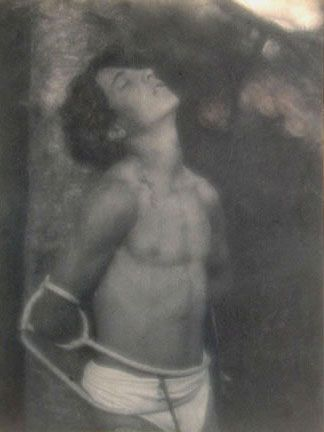
San Sebastiano di Fred Holland Day.

## Fotografia
I fotografi omosessuali hanno rapidamente "sequestrato" la figura di Sebastiano: Fred Holland Day tra il 1905-07 realizza tutta una serie di scatti dedicati al martirio del bel giovane utilizzando come modelli degli adolescenti. Ma già Oscar Gustave Rejlander aveva prodotto nel 1867 un "Martirio di San Sebastiano" in cui la critica non manca di notare la muscolatura del ragazzo preso come modello. Anche il pittore omosessuale Elisar von Kupffer nello stesso periodo richiede ai primi fotografi diversi ritratti di Sebastiano per poter tradurli in pittura.
Tutta una serie di immagini del santo vengono create nel 1987 dalla coppia di artisti francesi gay Pierre et Gilles.

## Cinema
I primi film a rappresentare la figura del santo sono stati nel 1911, durante il periodo del muto: uno della Cines e uno della Milano Films.
La morte del santo è stata rappresentata anche nel film del 1949 Fabiola interpretato da Massimo Girotti.
Nel 1976 il regista inglese omosessuale Derek Jarman ha girato Sebastiane, una delle sue prime pellicole la quale ha creato non poche polemiche per aver apertamente trattato la figura del martire come icona gay e "santo degli omosessuali". Tuttavia, come molti tra i critici più avveduti non hanno mancato di far notare, questo immaginario omoerotico è stato un sottotesto delle immagini di Sebastiano a partire almeno dal Rinascimento, quindi da ben oltre cinque secoli.
Sempre nel 1976 una figura di Sebastiano appare anche nel film Carrie - Lo sguardo di Satana, tratto dal romanzo omonimo di Stephen King.
Il dipinto del 1495 del Perugino appare poi ne La forza della mente del 2001, interpretato da Emma Thompson: il personaggio da lei interpretato, studente di college, visita l'ufficio del suo professore, dove un dipinto quasi a grandezza naturale di San Sebastiano è appeso al muro. Più tardi, quando lei stessa è diventata una professoressa affermata, dopo aver ricevuto una diagnosi di cancro, tiene una piccola stampa di questo stesso dipinto accanto al suo letto d'ospedale. L'allusione sembra essere al martirio stoico di Sebastiano.

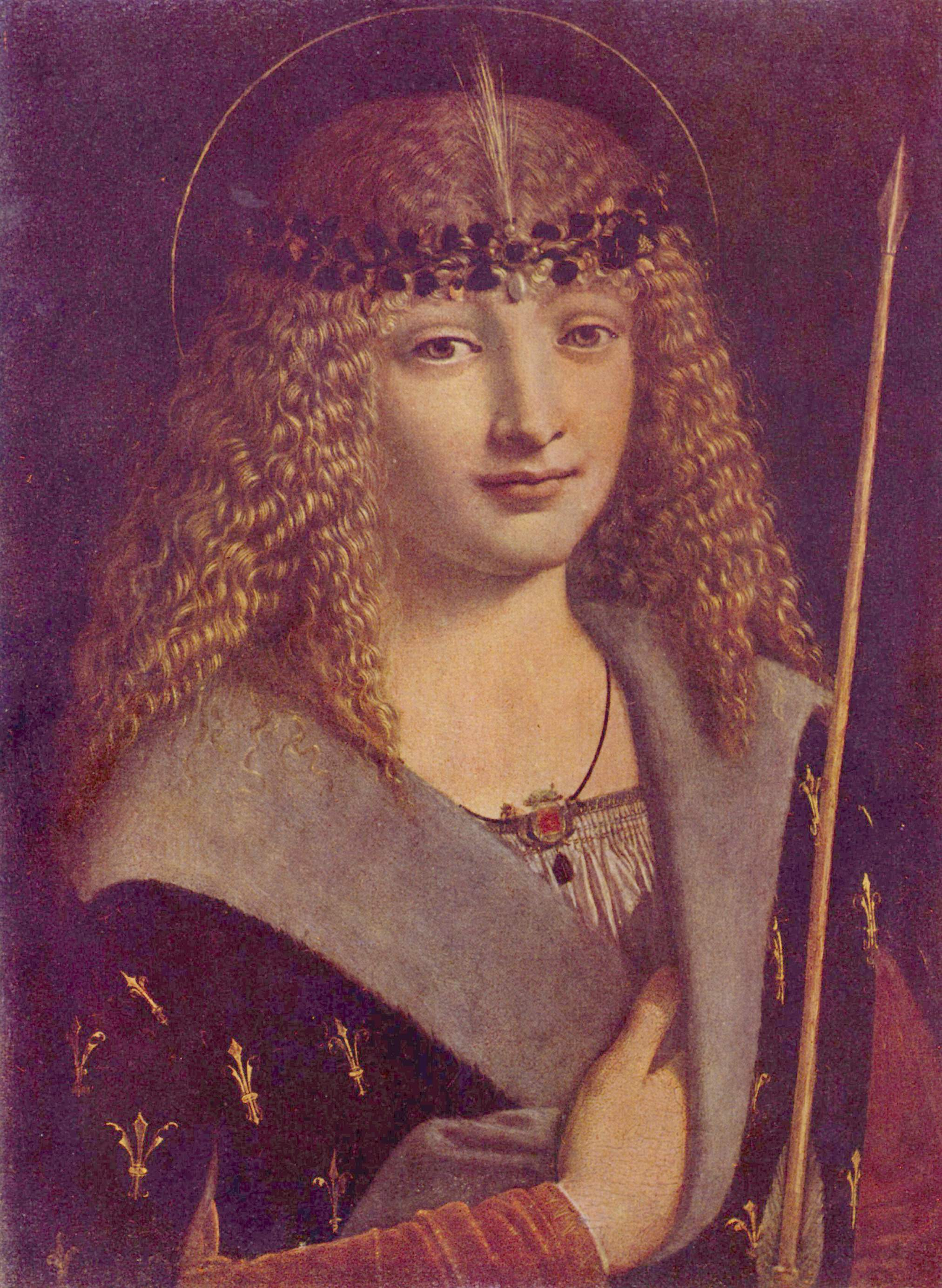
Ritratto di San Sebastiano (1500 circa), di Giovanni Antonio Boltraffio.

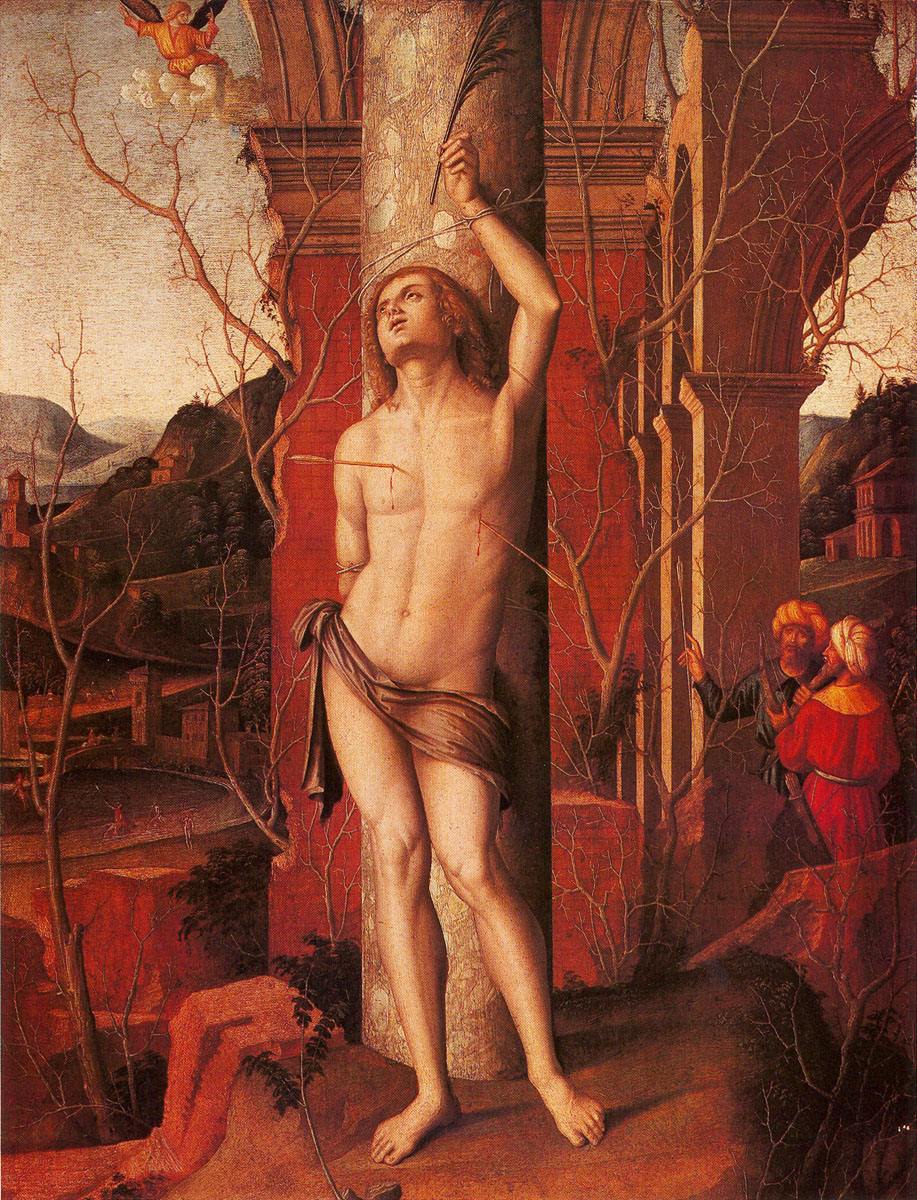
San Sebastiano di Marco Palmezzano.

## Note

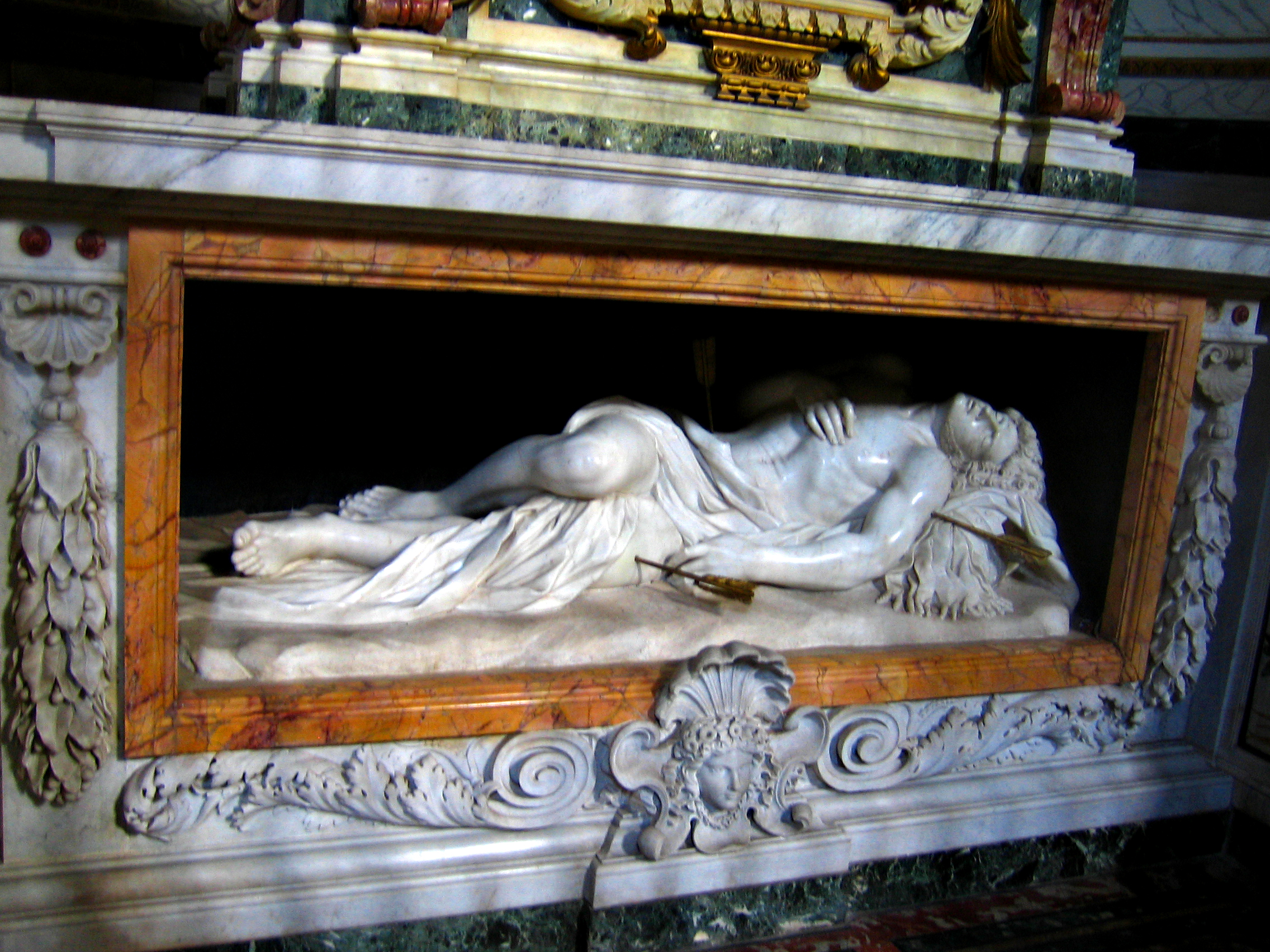
San Sebastiano dello scultore Antonio Giorgetti.